# 王美華 (藝人)
王美華（1956年1月29日—），台湾女艺人。香港艺人曾志偉的前妻、台灣艺人曾寶儀的母親，故人称“宝妈”。
王美华出生台灣南部，幼时家贫，母親沒有工作，父親是公務員，微薄的薪水無法足夠一家七口的花費。她12岁开始唱歌，14岁签星星歌舞團，成为当家台柱，各地表演。18岁嫁给曾志伟，诞下两名女儿曾宝仪和曾咏仪，因为忍受不了曾志伟长期不在家的工作状态，于是离家出走，把两名女儿交给了公婆照顾。1975年与曾志伟离婚，后开始经商并改嫁一位服装商人，育有一女。1988年回到台湾居住，第二段婚姻因第三者介入，2003年离婚。
2005年，王美华与曾宝仪共同出书《不能和妈妈说的事》，回顾了20年来母女关系，从此王美华成为通告艺人。2012年6月16日，王美华公开与汪建民恋情；2013年分手。
另外，宝妈曾三度患癌。她在2004年做健康檢查時，發現罹患早期甲狀腺癌，切除後每3個月定期抽血、6個月照超音波；2016年又切除淋巴結上2顆腫瘤；2019年11月底透過健檢，又發現肺部腫瘤，聖誕節當天開刀。

## 演出作品

### 電視劇
| 年 度  | 播出頻道         | 劇 名       | 飾 演            |
| ------ | ---------------- | ----------- | ---------------- |
| 2005年 | 公視             | 45度C天空下 | 宇誠媽           |
| 2007年 | 華視             | 美味關係    | 寶媽（特別客串） |
| 2008年 | 台視、三立都會台 | 波麗士大人  | 莊麗琴           |
| 2010年 | 台視、三立都會台 | 倪亞達      | 吳美滿生母       |
| 2013年 | 民視             | 天龍傳奇    | 盧夫人           |
| 2015年 | 民視             | 嫁妝        | 黃明珠           |

### 電影
| 年 度  | 片 名                | 飾 演          | 導 演            |
| ------ | -------------------- | -------------- | ---------------- |
| 2019年 | 五月天人生無限公司3D | 易烊千璽的母親 | 陳奕仁、仙草影像 |

### MV
註：不包括個人參與演唱之歌曲
| 年份   | 歌曲名稱 | 原唱   | 所屬專輯             | 發行日期     | 發行公司 |
| ------ | -------- | ------ | -------------------- | ------------ | -------- |
| 2017年 | 成名在望 | 五月天 | 《自傳》夢想小屋版MV | 2017年9月1日 | 相信音樂 |

## 主持作品

### 廣播
- 2004年 東森廣播網《元氣Let's Go》

### 電視
- 2016年 三立台灣台《青春好7淘》

### 網路
- 2020年 Youtube《藍嬌雙寶》（與藍心湄主持）[6]

## 出版作品
| 出版日期 | 書名                                   | ISBN            |
| -------- | -------------------------------------- | --------------- |
| 2002年   | 《阿寶靚湯2：寶媽寶妹幸福湯》          | ISBN 9578034016 |
| 2003年   | 《寶媽寶妹交換日記：不能和媽媽說的事》 | ISBN 9578034237 |

## 外部連結
- 王美華的Facebook專頁
- 王美華在互联网电影资料库（IMDb）上的資料（英文）